# Sannina
Sannina là một chi bướm đêm thuộc họ Sesiidae.

## Các loài
- Sannina uroceriformis  Walker, 1856